# Nervus abducens
De nervus abducens is de zesde van de twaalf hersenzenuwen. De zenuw stuurt de zijdelingse rechte oogspier aan, die zorgt dat het oog van de middenlijn van het lichaam, oftewel naar buiten, kan bewegen. Deze beweging wordt abductie genoemd, waaraan de zenuw zijn naam dankt.

## Verloop
De vezels ontspringen in de zenuwkernen in de hersenstam. Zij verlaten deze vervolgens op de overgang van pons naar medulla, tussen piramide en olijf (oliva inferior). Na een intraduraal verloop, gaat de zenuw door de laterale wand van de sinus cavernosus en verlaat hij de schedelholte door de fissura orbitalis superior.

## Dieren
In mensen is de n. abducens uitsluitend verantwoordelijk voor de innervatie van de musculus rectus lateralis bulbi. Bij andere zoogdieren innerveert de zenuw tevens de musculus retractor bubli, waarmee het oog ter bescherming kan worden ingetrokken. Een homologe zenuw is ook gevonden in alle gewervelden, met uitzondering van twee soorten alen.

## Schade
Vanwege de grote lengte die de zenuw moet overbruggen van de hersenstam tot de oogbal, is de zenuw kwetsbaar voor beknelling.
Beschadiging aan het perifere gedeelte van de n. abducens kan leiden tot dubbelzien (diplopie). Dit komt doordat het aangedane oog niet meer volledig naar buiten kan draaien, waardoor de gezichtsvelden van beide ogen gaan overlappen. Perifere schade aan n. VI kan ontstaan door tumoren, aneurismen of botbreuken. Daarnaast kan de zenuw beschadigd raken door herseninfarcten, demyelinatie, ontsteking (zoals bijvoorbeeld hersenvliesontsteking) en andere neurologische aandoeningen.
Schade aan de zenuwkern van n. VI leidt niet tot verlamming aan één oog, maar tot een onvermogen om beide ogen horizontaal in dezelfde richting te bewegen.
I: N. olfactorius · II: N. opticus · III: N. oculomotorius · IV: N. trochlearis · V: N. trigeminus (N. ophthalmicus · N. maxillaris · N. mandibularis) · VI: N. abducens · VII: N. facialis · VIII: N. vestibulocochlearis · IX: N. glossopharyngeus · X: N. vagus · XI: N. accessorius · XII: N. hypoglossus